# Der Magier (2010)
Der Magier (Originaltitel: Magic Man) ist ein US-amerikanischer Thriller aus dem Jahr 2010.

## Handlung
Drei Freundinnen reisen nach Las Vegas, um den berühmten Zauberer Darius live zu sehen. Eine der Frauen, Tatiana, ist selbst Magierin. Die nächsten Tage kommen zwei der Freundinnen auf mysteriöse Weise ums Leben. Auch erscheint ein ehemaliger Rivale des Zauberers auf der Bildfläche. Jener wird aber erschossen, da er bewaffnet war und flüchten wollte. Tatiana sucht den Magier Darius hinter der Bühne auf, dieser wird aber von einem Polizisten erschossen, da er ihn für einen Angreifer hält.
Zum Schluss steht Tatiana als neuer Zauber-Star auf der Bühne.

## Kritik
Kino.de meint: „Ärgerlicher Billig-Thriller, in dem ohne Sinn und Verstand passable Schauspieler in Nebenrollen verheizt werden.“